# Fortín Sargento Primero Leyes

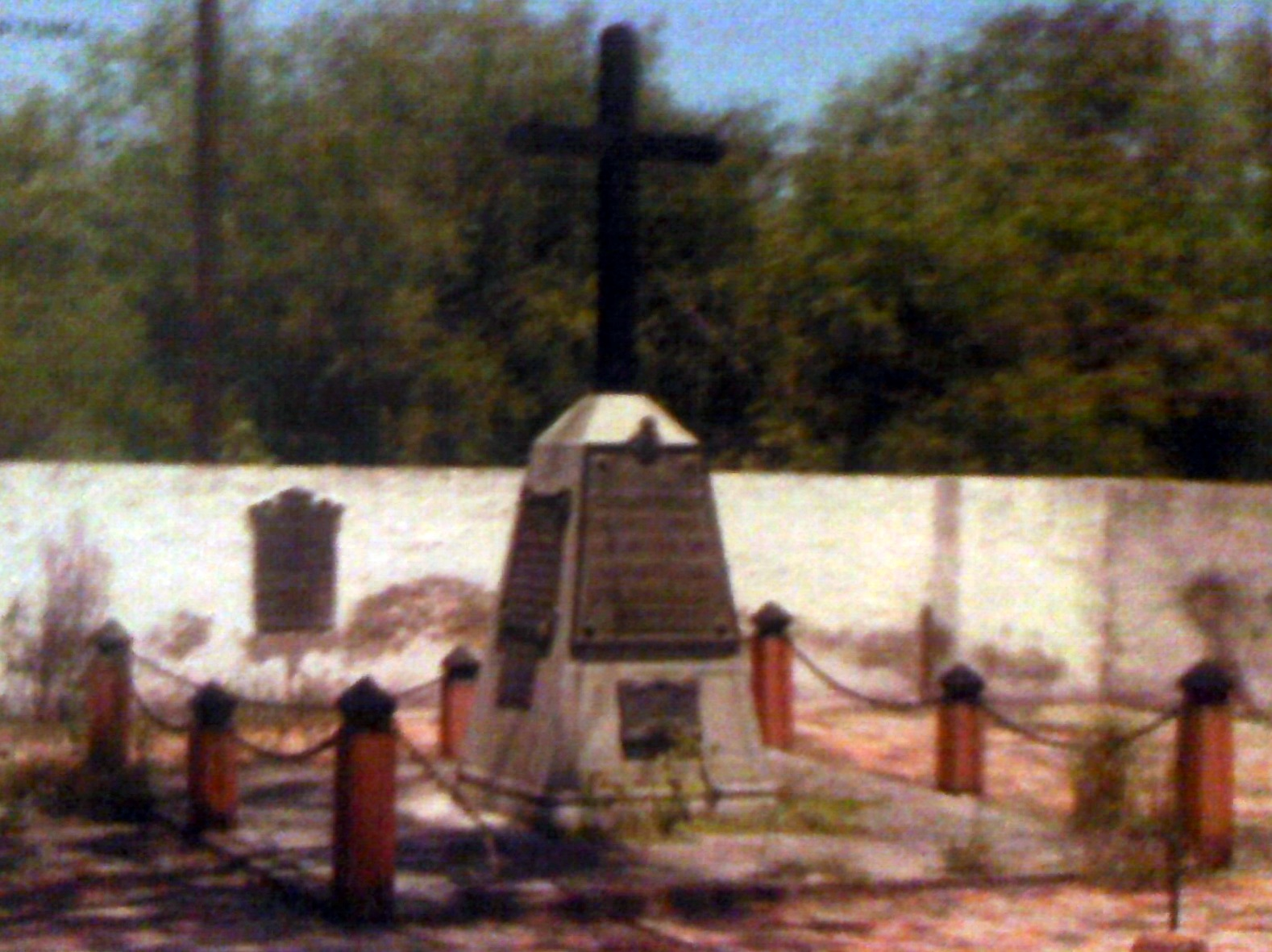
Monolito que recuerda a las víctimas de la Masacre de Fortín Yunká

Fortín Sargento Primero Leyes es una localidad del departamento Patiño, en la provincia de Formosa, Argentina. Se encuentra sobre la Ruta Nacional 86, que la vincula al sur con Colonia Sarmiento y al oeste con San Martín II.

## Población
Cuenta con 133 habitantes (Indec, 2010), lo que representa un incremento del 217% frente a los 42 habitantes (Indec, 2001) del censo anterior.
| Gráfica de evolución demográfica de Fortín Sargento Primero Leyes entre 2001 y 2010 |
|                                                                                     |
| Fuente: Censos nacionales del INDEC                                                 |